# 銀のバク
『銀のバク』（ぎんのばく）は、漫画家『BIRTHday』が作画を担当して執筆した日本の漫画作品。
「コミックHERO」（あまとりあ社発行）に掲載されたものを単行本化した漫画作品である。
原作者本多拓弥。

## 概要
BIRTHdayの2作目単独名義単行本として発売されるが、上巻のみの発行でいまだ下巻ないしは中巻の発売はなされておらず、単行本的には未完の作品となっている。銀のバク上巻発売から8年経って発売されたBIRTHdayの別名義作品『会造人間ゲン』の1ページ目において銀のバクのヒロイン、ハーミアと思われるイラストと「倒して見せる!! ——必ず!!」というセリフが載っている。

## サブタイトル
- ENCOUNTER1　バク　大地の風
- ENCOUNTER2　カシム　美麗なり
- ENCOUNTER3　冷たくない方程式
- ENCOUNTER4　バク初陣
- ENCOUNTER5　アダマン特攻!
- ENCOUNTER6　アダマン激進
- ENCOUNTER7　パンツ大作戦
- ENCOUNTER8　オーベロン動く

## 単行本
あまとりあ社発行。現在絶版となっており、下巻の発売もされていない。
- 銀のバク　上　（1994年04月、ISBN 4-7659-0359-1）